# NGC 6760
NGC 6760 is een bolvormige sterrenhoop in het sterrenbeeld Arend. Het hemelobject werd op 30 maart 1845 ontdekt door de Britse astronoom John Russell Hind.

## Synoniemen
- GCl 109